# Aztec Mountain
Aztec Mountain är ett berg i Antarktis. Det ligger i Östantarktis. Nya Zeeland gör anspråk på området. Toppen på Aztec Mountain är 2 000 meter över havet.
Terrängen runt Aztec Mountain är kuperad åt nordväst, men åt sydost är den bergig. Trakten är obefolkad. Det finns inga samhällen i närheten.